# Torremenga
Torremenga là một đô thị ở tỉnh Cáceres với dân số 603 người. Ở đây có một lâu đài Visigothic và một nhà thờ từ thế kỷ 17.
40°03′B 5°46′T / 40,05°B 5,767°T